# Command & Conquer: Tiberian Sun
Command & Conquer: Tiberian Sun — компьютерная игра в жанре стратегии в реальном времени из франшизы Command & Conquer, разработанная компанией Westwood Studios и впервые изданная международной компанией Electronic Arts в 1999 году; вторая игра в сюжетной тибериевой серии, следующая за оригинальной Command & Conquer 1995 года.

## Сюжет

### Предшествующие события
Как и в большинстве других игр серии Command & Conquer, игроку представляется возможность пройти две кампании за обе стороны конфликта. Окончания кампаний различны, но канонической считается кампания за ГСБ. Сюжет игры развивается вокруг инопланетного артефакта «Тацит», обладать которым хотят обе стороны. Кейн, считавшийся погибшим, возвращается — и у него есть план по превращению Земли в новый, лучший мир — мир тиберия, подчинённый его воле; ГСБ же всеми силами стремится не допустить этого. Попутно оба блока хотят склонить к союзу третью сторону — сообщество мутантов «Забытые». Мутанты, пострадавшие как от ГСБ (при всеобщей эвакуации населения на полюса, где заражение тиберием было не так сильно, их оставили на заражённой тиберием земле), так и от Нод, хотели бы сохранить нейтралитет, но в результате действий игрока помогают одной из сторон.
Действие происходит в 2030 году. Земля под воздействием тиберия изменилась — он покрыл почти всю сушу, огромные территории стали непригодны для проживания, флора и фауна мутировали, а большинство гражданского населения было эвакуировано в более высокие широты, где практически не было тиберия.
Стороны широко применяют технологии будущего — поля невидимости, киборгов, антигравитацию, шагающих роботов, подземные машины.

### Кампания ГСБ
Командование ГСБ потрясает неприятное известие — Кейн жив и готов развернуть новый мировой конфликт. Генерал Джеймс Соломон назначает офицера ГСБ Майкла Макнила командующим в боевой операции против активизирующихся войск Братства Нод. Он успешно противостоит силам Нод в Северной Америке, возглавляемым полевым командиром Вегой, как неожиданно генерал Соломон приказывает Макнилу захватить инопланетный корабль, обнаруженный Братством. Получив корабль в свои руки, ГСБ понимают, что в нём был некий артефакт, настолько ценный и желанный, что Братство решилось на открытое вторжение в Северную Америку, лишь заполучить его. Теперь этот артефакт находится в руках Веги, пытающегося отступить и скрыться на территории, контролируемой Нод. Чтобы выследить Вегу, ГСБ пытается заручиться поддержкой мутантки Умагон из «Забытых», которая в обмен требует помочь спасти лидера «Забытых» Тратоса. Тот объясняет, что на корабле содержались данные пришельцев под названием «Тацит», очень ценные для Кейна.
Выследив Вегу в его базе в Центральной Америке, Макнил выясняет, что «Тацит» был уже переправлен в Северную Африку. Тем временем, Нод захватило базу ГСБ в Норвегии, на которой учёные организации занимались разработкой технологий, останавливающих распространение тиберия по планете. Нод удалось захватить кристаллы, ключевой элемент этих технологий, поэтому Макнила отправляют на операцию по возвращению базы в руки ГСБ. Во время операции Макнил узнаёт, что Кейн разрабатывает химическую бомбу, которая может значительно ускорить распространение тиберия. Перед лицом этой угрозы ГСБ переносит своё внимание в Египет, где располагается главная база Нод. Попутно Макнилу предстоит уничтожить проект по созданию новых боевых летательных аппаратов «Баньши». Кейн готов запустить межконтинентальную баллистическую ракету с бомбой из жидкого тиберия на борту, способной заразить тиберием всю планету. Несмотря на запрет генерала Соломона, Макнил организовывает прямое боестолкновение на подступах к базе Кейна в Каире, и в конце концов уничтожает готовую к запуску ракету и убивает Кейна. Конфликт, который впоследствии получит название «Второй тибериевой войны», закончен победой ГСБ, а «Тацит» оказывается в распоряжении научной группы под эгидой ГСБ.

### Кампания Нод
Без харизматичного лидера в рядах Братства Нод царят раскол и смятение. Организация раскололась на несколько фракций, открыто конфликтующих друг с другом за сферы влияние и власть. Новый самопровозглашённый лидер Братства Хассан арестовывает офицера элитного подразделения Нод «Чёрная рука» Антона Славика, обвиняя его шпионаже в пользу ГСБ. Антону удаётся избежать казни, и он начинает объединять разрозненные группы Братства в Северной Африке, в чём ему помогает ИИ Братства CABAL. Получив огромное влияние в регионе, Славик захватывает Хассана и обвиняет его в измене. В момент казни перед всеми членами Нод предстаёт Кейн, живой и невредимый. Период раскола в Братстве закончен, и теперь Кейн ведёт его вперёд, к известной только ему цели. Он назначает Славика командующим операцией по уничтожению группы ГСБ, занимающейся раскопками старого храма в Сараево, уничтоженного в ходе Первой тибериевой войны. Цель — не допустить попадания проекта по изучению инопланетных данных, погребённого глубоко под храмом, в руки ГСБ. Однако, выполнив эту задачу, Славик обнаруживает, что проекта там нет — его забрал Вега, находящийся к этому времени в Северной Америке. Преследуя Вегу, он возвращает данные («Тацит»), но при этом привлекает на себя внимание ГСБ, который разбивает ограниченный контингент Нод и захватывает в плен Славика.
Оказавшись в тюрьме в Норвегии, Славик получает сообщение от CABAL о готовящейся операции Нод по его освобождению. Узнав о планах Кейна по созданию ракеты с жидким тиберием для глобального изменения планеты, Славик совершает несколько диверсий по уничтожению проекта нового шагающего танка ГСБ «Мамонт-2» и захвату Джейка Макнила, брата Джеймса, с помощью которого Славик планирует проникнуть на базу ГСБ. В этой базе есть информация о местонахождении орбитальной станции «Филадельфия», несущей на себе ионное оружие (подобное тому, что использовалось в Первой тибериевой войне). Получив эту информацию, Нод успешно уничтожает станцию, после чего Кейн запускает ракету с жидким тиберием, что приводит к глобальному изменению облика Земли и торжеству идеологии Нод. На фоне экологической катастрофы у Кейна есть собственные планы насчёт дальнейшей эволюции человека.

## Разработка
Tiberian Sun была анонсирована после выпуска оригинальной Command & Conquer, трейлером на его дисках. После того, как Virgin Interactive столкнулась с финансовыми трудностями и продала часть своих активов, Electronic Arts приобрела Westwood Studios в 1998 году и издала Tiberian Sun, не имея прямого доступа к разработке. Разработка Tiberian Sun сопровождалась определенными проблемами до и после приобретения, и дата выхода откладывалась несколько раз — первый до ноября 1998 года, затем до весны 1999, и в конце концов до лета 1999 года. Это привело к тому, что некоторые особенности игрового движка и геймплея были исключены из игры, некоторые из которых были позже включены в дополнение Firestorm, а также многочисленные ошибки, которые не были исправлены даже после выпуска патчей.
Несколько изображений и ссылок в конфигурационном файле «rules.ini» Tiberian Sun указывают, что для релизной версии проекта планировалось больше функций. Бывший сотрудник Westwood, Адам Искрин, работающий сейчас в Petroglyph Games, пишет о процессе разработки игры следующее. Десантные модули (Drop-pods) GDI должны были экипироваться игроком перед высадкой. Освещение должно было иметь огромное значение для игры днём или ночью. Юниты, замеченные постами или башнями с прожекторами, были бы восприимчивы к огню противника на больших дистанциях и, в свою очередь, уменьшали бы свою собственную способность к дальности огня. Разработчики планировали тактику «охотник-искатель» с поддержкой выбора цели, но в конечном итоге была сделана атака случайным образом. Разработчикам также не хватило времени, чтобы завершить балансирование отличий в типах ландшафта или сделать «Забытых» полноценной фракцией в дополнении, как это предполагалось первоначально.
В то время, как художественное оформление и баланс разрабатывались в соответствии с планом, с программированием возникло много проблем. Динамичное поле битвы с изменением ландшафта и лесными пожарами было очень амбициозной идеей, но его пришлось вырезать, поскольку это привело к неразрешимым проблемам алгоритма поиска путей. Также должен был быть реализован загрузочный экран, позволяющий командирам выбирать подразделения для сражения перед миссиями. Сначала это выглядело как хорошая концепция, но она не вписывалась в конечный проект, поэтому была полностью вырезана. Другие «шероховатые» идеи были сохранены, что привело к множеству недоработок. В игре также были проблемы планирования в пост-продакшне. Изменение игрового движка, чтобы он больше походил на 3D и поддержка разрушаемых мостов, потребовало в десять раз больше времени на программирование, чем первоначально предполагалось. Добавление восстанавливаемых мостов, которые можно пересечь снизу и сверху усложнило такие системы как поиск пути, Z-буферизация, рендеринг, поведение юнитов и искусственный интеллект. Мосты стали основным элементом, который чрезмерно использовался в дизайне карт.

## Оценки
| Сводный рейтинг       | Сводный рейтинг        |
| Агрегатор             | Оценка                 |
| --------------------- | ---------------------- |
| GameRankings          | 79,68 %                |
| Иноязычные издания    |                        |
| Издание               | Оценка                 |
| GameSpot              | 7,9/10                 |
| IGN                   | 8/10                   |
| PC Gamer              | 92/100                 |
| Русскоязычные издания |                        |
| Издание               | Оценка                 |
| Absolute Games        | 80 %                   |
| Награды               |                        |
| Издание               | Награда                |
| Game.EXE              | RTS 1999 года, 3 место |

Сайт GameSpot отметил запоминающуюся музыку в игре, а также назвал игру замечательным продолжением оригинальной Command & Conquer.